# فيروس 3076
فيروس 3076 (بالإنجليزية: 3076 virus)‏ هو سلاسلة ضمن جنس الفيروس الرملي. عُزلت من أحد الأنواع في جمهورية أفريقيا الوسطى.